# Tomáš Říha
Tomáš Říha (* 14. Dezember 1984) ist ein ehemaliger  tschechischer Handballspieler.
Der 1,97 Meter große und 89 Kilogramm schwere Kreisläufer stand bei HC Zubří unter Vertrag. Mit Zubří spielte er in der EHF-Pokal (2006/2007) und im Europapokal der Pokalsieger (2007/2008, 2008/2009). Im Sommer 2010 wechselte Říha zum deutschen Zweitligisten SV Post Schwerin, für den er schon in der Saison 2005/06 auflief. Zwei Jahre später schloss er sich dem HSC 2000 Coburg an. Seine Karriere beendete er 2017 bei HC Zubří.
Tomáš Říha stand im Aufgebot der  tschechischen Nationalmannschaft, so für die Handball-Europameisterschaft der Männer 2010.